# Chiyaan Vikram

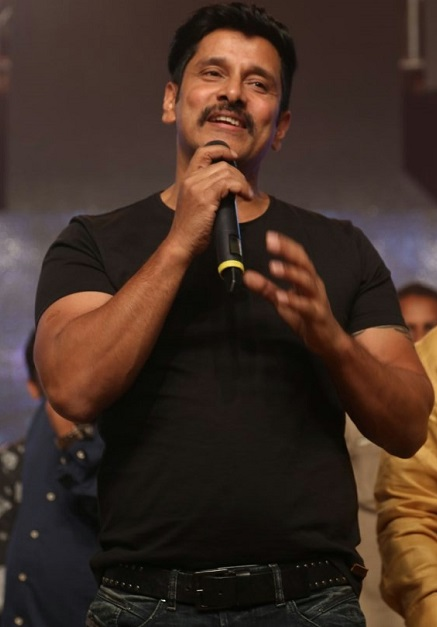
Chiyaan Vikram (2022)

Chiyaan Vikram (eigentlich Kennedy John Victor; Tamil: கென்னடி ஜான் விக்டர்; * 17. April 1966, in Madras) ist ein indischer Schauspieler, Sänger und Synchronsprecher.

## Leben
Er ist der Sohn von John Victor (Vinod Raj), einem Schauspieler. Seine Mutter ist Rajeshwari, eine ausgebildete Lehrerin.
Er ist mit Shailaja Balakrishnan verheiratet und hat zwei Kinder.

## Filmografie
- 1990: En Kadhal Kanmani
- 1992: Meera
- 1994: Pudhiya Mannargal
- 1997: Ullaasam
- 1999: Sethu[4]
- 2001: Dhill
- 2001: Kasi
- 2002: Gemini
- 2002: Samurai
- 2002: King
- 2003: Dhool
- 2003: Saamy
- 2003: Pithamagan
- 2004: Arul
- 2005: Anniyan
- 2005: Maaja
- 2008: Bheemaa
- 2009: Kanthaswamy[5]
- 2010: Raavanan
- 2011: Deiva Thirumagal
- 2011: Rajapattai
- 2012: Thaandavam
- 2013: David
- 2015: I[6][7]
- 2015: 10 Endrathukulla
- 2016: Iru Mugan
- 2018: Sketch
- 2019: Kadaram Kondan